# 스키드 로 (로스앤젤레스)

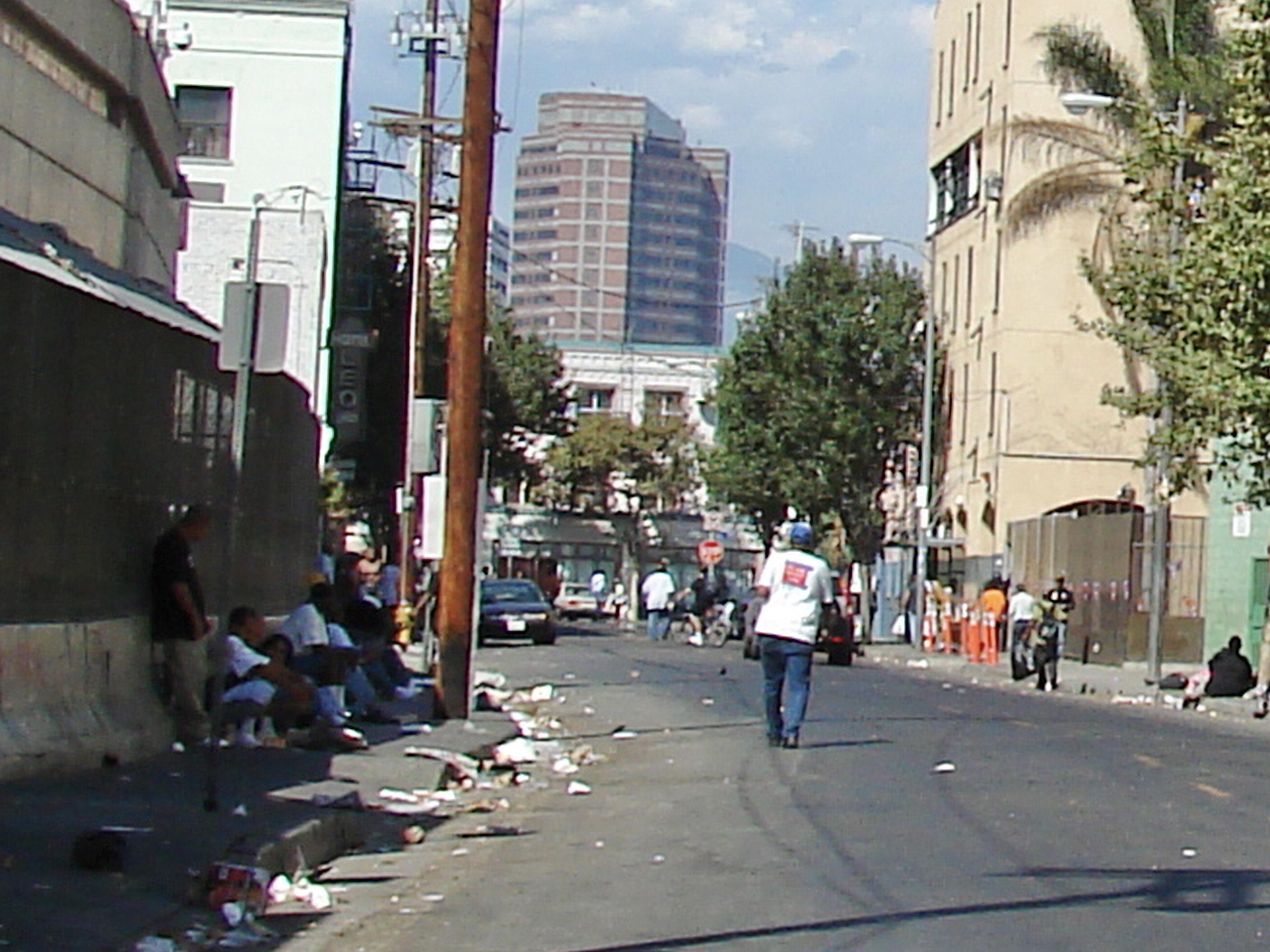
스키드로

스키드로(Skid Row)는 로스앤젤레스 다운타운의 한 동네이다. 이 지역은 Central City East로도 알려져 있고, 스키드로는 미국에서 가장 큰 노숙자 인구 (약 2,783명) 지역 중 하나이다.
2018년과 2019년 사이에 이 지역에 거주하는 총 인원 수가 11% 증가했다. 2019년 인구 조사 기준으로 이 지역의 인구는 4,757 명이고, 인구 내역은 18 세 미만 7.78%, 18 세에서 24 세 사이 1.38%, 25 세에서 54 세 사이 60.94%, 55 세에서 61 세 19.49%, 62 세 이상 10.41%이다. 그중 퇴역 군인이 9.90%이다. 주민의 인종 내역은 백인 (히스패닉 및 라티노 제외) 12.66%, 흑인/아프리카계 미국인 58.21%, 아메리칸 인디언/알래스카 원주민 2.06%, 아시아계 0.63%, 히스페닉 및 라타노계 24.53%, 하와이 원주민/기타 태평양 섬 주민 0.79%, 다른 종족 1.11%이다.
2019년 스키드로와 로스앤젤레스 다운타운의 다른 지역을 포함한 로스앤젤레스 경찰국 (LAPD) Central Area 내 범죄 중 스키드로 내의 범죄는 58.96%를 차지했고 7 월에서 10 월 사이에 스키드로 센터에서 0.5 마일 이내에 발생한 997 건의 범죄는 차량 침입/도난 21.97%, 절도 27.08%, 폭행 24.67%, 성범죄 1.04%, 강도 13.14%, 주거침입 6.12%, 자동차 도난 4.61%, 방화 0.6%, 살인 0.4% 등이다.